# اولتسن
اولتسن (به آلمانی: اویلتسن) یک شهر، شهر و هانزا در آلمان است که در اولتسن واقع شده‌است.

## خصوصیات
اولتسن ۳۴٬۹۶۴ نفر جمعیت دارد.

## خواهرخوانده
شهرهای Kobryn، بارنستاپل و تیکاره خواهرخوانده‌های اولتسن هستند.